# Anthony French
Anthony Philip French (19 novembre 1920 - 3 février 2017) est un physicien, professeur d'université et écrivain scientifique britannique. À son décès, il était professeur émérite au Massachusetts Institute of Technology (MIT).

## Biographie
Anthony French naît le 19 novembre 1920 à Brighton, Angleterre, Royaume-Uni,
Plus tard, il obtient une bourse d'études pour étudier au Sidney Sussex College à Cambridge en Angleterre, où il obtient son Bachelor of Arts de physique en 1942.
En 1942, dans le cadre du futur programme Tube Alloys, il est recruté par Egon Bretscher pour participer à l'effort britannique de construire une bombe atomique au laboratoire Cavendish. En 1944, Tube Alloys a été fusionné dans le projet Manhattan et French se rend au laboratoire de Los Alamos.
En 1945, il épouse la mathématicienne Naomi Livesay (en), qui travaille également à Los Alamos,.
Après la Seconde Guerre mondiale, French rejoint le Pembroke College de l'université de Cambridge, où il est nommé fellow et directeur du programme d'études dans les sciences naturelles. 
Il reçoit un PhD en 1948 lorsqu'une partie de ses travaux au laboratoire de Los Alamos est déclassifiée,.
French a aussi travaillé pour une courte période à l'Établissement de recherche atomique d'Harwell à Harwell dans l'Oxfordshire.
En 1955, French rejoint l'Université de Caroline du Sud  aux États-Unis, où il est rapidement nommé directeur du département de physique,.
C'est pendant cette époque qu'il rédige le manuel Principles of Modern Physics.
Il quitte l'université en 1962 pour rejoindre le département de physique du MIT, où il restera jusqu'à la fin de sa vie. Il a été nommé professeur émérite du MIT en 1991.
French s'intéressait particulièrement à la physique du premier cycle universitaire. Il a été président de 1975 à 1981 de la Commission on Physics Education de l'Union internationale de physique pure et appliquée. Il a été président de l'American Association of Physics Teachers (en) de 1985 à 1986. Il était aussi membre de l'American Physical Society.
Naomi, la première femme de French, meurt en 2001. En 2002, il épouse Dorothy Jensen. Anthony French meurt le 3 février 2017,.

## Ouvrages
- (en) Physics in a Technological World: XIX General Assembly, International Union of Pure and Applied Physics, American Institute of Physics, 1988
- (en) Niels Bohr: A centenary volume, Harvard University Press, 1985
- (en) Einstein: A centenary volume, Heinemann for the International Commission on Physics Education, 1979
- (en) A.P. French et Edwin F. Taylor, Introduction to Quantum Physics, W.W. Norton & Company, coll. « MIT Introductory Physics Series », 1978
- (en) A.P. French, Newtonian Mechanics, W.W. Norton & Company, coll. « MIT Introductory Physics Series », 1971
- (en) A.P. French, Vibrations and Waves, W.W. Norton & Company, coll. « MIT Introductory Physics Series », 1971 (ISBN 9780748744473, lire en ligne)
- (en) A.P. French, Special Relativity, W.W. Norton & Company, coll. « MIT Introductory Physics Series », 1968 (ISBN 9781420074819, lire en ligne)
- (en) A.P. French, Principles of Modern Physics, John Wiley, 1958

## Prix et distinctions
- 1976 : Distinguished Service Citation de l'American Association of Physics Teachers (AAPT)[2]
- 1980 : Médaille universitaire de l'Université Charles à Prague[2]
- 1988 : Médaille Lawrence Bragg du Institute of Physics de Londres[2]
- 1989 : Médaille Oersted de l'AAPT[2]
- 1991 : Nommé professeur émérite du MIT[2]
- 1993 : Médaille Melba Newell Phillips de l'American Association of Physics Teachers (en)[2]